# دياني لويس
دياني لويس (بالإنجليزية: Diane Lewis)‏ هي مهندسة معمارية أمريكية، ولدت في 1951 في نيويورك في الولايات المتحدة، وتوفيت في 2 مايو 2017 في مانهاتن في الولايات المتحدة.